# Meherrin (rivière)
La Meherrin est une rivière américaine d'une longueur de 148 km qui coule dans les États de Virginie et de Caroline du Nord. Elle est un affluent de la Chowan.

## Source de la traduction
- (en) Cet article est partiellement ou en totalité issu de l’article de Wikipédia en anglais intitulé « Meherrin River » (voir la liste des auteurs).